# Happy!
Happy!（ハッピー），又译網壇小魔女，是浦澤直樹畫的網球漫畫。

## 概要
- 1994年至1999年在Big Comic Spirits連載。
- 2006年4月7日於TBS播放電視劇。2006年12月26日播放第二輯「Happy！2」。

## 故事簡介
高中3年級的少女海野幸在父母双亡之后独自照顾年幼的弟弟和妹妹，还要背负失业失败人间蒸发的哥哥借下的2億5000萬日元债款。她下定决心退学进军职业网球界。

## 登場人物

### 海野家人
- 海野 幸（うみの みゆき）

本故事的女主角，登場時為18歲即將高中畢業的學生。是一名天才網球選手，從3歲開始受到父親的開導，開始學習網球，並曾於初中時獲得青少年網球大賽冠軍。为了償還哥哥投資失利欠下的債務而下定決心進入職業網球隊，經過一番努力之後，終於成為溫布頓網球賽的黑馬，獲得世界冠軍。
小幸對網球具有很高的天分，也有非常好的基礎體力、腳程、動態視覺、爆發力和反應神經，再加上強韌的精神力與抗壓性，讓她往往能在比賽陷入拉鋸時，撐到最後贏得勝利。
- 海野 家康（うみの　いえやす）

小幸的哥哥，喜歡投機的賺錢機會。在一次投机蘑菇失败欠下2億5000萬日元债款后失踪。有一次嘗試煮河豚給家人吃，結果不慎毒死雙親，也讓小幸和弟妹從此陷入貧困的生活。
- 海野 舵樹（うみの　かじき）

海野家次男。
- 海野 沙代里（うみの　さより）

海野家次女。
- 海野 三悟（うみの さんご）

海野家幺弟，平時不苟言笑，對人的好壞具有準確的洞察力，也能預感到壞事的發生。
- 海野 洋平太（うみの ようへいた）

小幸已故的父亲。曾經也是優秀的网球选手，曾獲得大滿貫的成績。年輕的時候擔任鳳鳴子的教練，受到鳳鳴子的愛慕，後來卻因初戀沒有結果，而被鳳鳴子挾怨報復，驅離網球界。在小幸獲得初中時獲得青少年網球大賽冠軍後，食用了家康做的河豚料理，不幸中毒身亡。
- 海野 福子（うみの ふくこ）

小幸已故的母親。對料理很拿手，特別是燴飯類的料理。福子生前並未告訴小幸美味咖哩飯的作法，是小幸自己憑著記憶再現出來的。死因與丈夫洋平太相同。

### 鳳集團
- 鳳 圭一郎（おおとり けいいちろう）

鳳集團的继承人，温文儒雅的白马王子，是小幸初中時期在網球社認識的學長，與小幸两情相悦，也是本作的兩名男主角之一。從小在母親的安排下成長，事事都必須嚴格地依照母親的計畫去做，造成他個性溫吞、不知人間疾苦，甚至欠缺自己做決定的能力。但後來在小幸的感染下决心擺脫母親的控制，獨立生活奮鬥，拓展眼界後有所成長。個性善良，對身邊碰上困難的人無法坐視不管。在營救櫻田的行動中意外被黑道用刀子劃傷右手拇指肌腱，使得他無法握緊球拍而必須放棄網球。所幸最後在小幸的鼓勵下持續復健，傷勢得以復原，也如願回到球場上，並成為了職業網球選手。
- 鳳鳴子（おおとり うたこ）

鳳集團的会长。年輕時曾經稱霸日本女子網球界，單戀过海野洋平太，寫了情書打算告白，卻突然得知當時對方已有未婚妻，因此對他相當怨恨，多年後也為此緣故從不給他的女兒小幸好臉色看，處處刁難她。但為了與死對頭龍之崎花江的女兒蝶子對抗，最後還是不計前嫌地培養小幸成為可以打敗蝶子的職業選手。
- 賀来 菊子（かく きくこ）

鳳俱乐部会员，鳳鳴子栽培的職業網球選手。身材高大，擊球力道可比歐美選手。小幸的好友。曾經留學美國，說得一口好英語。本身是同性戀者，對小幸懷抱著愛慕之情，處處幫著小幸，也因此對欺負小幸的蝶子非常反感，成為賽場上的死對頭。
- 桂木（かつらぎ）

侍奉了鳳鳴子30年以上的秘書，知道不少鳳家的秘密。
- 藍波（ジョン・トラボルタ）

鬥牛犬，鳳鳴子的愛犬，也是鳳家的看門犬。對認為是壞人的人會毫不留情地撲咬上去。很愛吃東西，也很好色。在圭一郎離家出走，獨自租屋生活的時候，曾憑著味道帶櫻田找到他，後來也短暫住過圭一郎的公寓，也住過小幸的家。
- 小蘭、好子、美樹（らん、よしこ、みき）

鳳俱乐部的三名女性會員。由於希望可以跟帥氣的圭一郎練球而加入，看到圭一郎受到小幸的吸引後則變得對小幸很反感，後來更在蝶子的慫恿下加入了惡整小幸的行列。有一次在閒聊的時候不慎被菊子聽到，逼問之下透露了這些惡作劇背後的始作俑者就是小蝶，使得菊子開始對蝶子有所防備。

### 龙之崎财阀
- 龙之崎蝶子（りゅうがさき ちょうこ）

龙之崎财阀的千金，是一名實力與外貌兼具的女子網球选手。外表亮眼，時常把職業笑容掛在臉上，也常常把口水沾在眼角裝哭，其實個性惡劣，更喜歡到處造謠或耍弄陰謀。認為圭一郎是合适的对象而对小幸百般打压，不過個性單純的小幸卻從未發現蝶子在暗中搞鬼，反而認為蝶子熱心助人。
- 龙之崎花江（りゅうがさき はなえ）

蝶子之母，龙之崎财阀的会长。鳳鳴子的对头，年輕時亦是女子網球界的球星。

### 其他
- 樱田纯二（さくらだ じゅんじ）

本作的兩名男主角之一，是一名討債公司成員，负责向小幸收取债款。學生時代曾是出色的足球選手，但有一次於比賽中失手後，承受不了來自各方的批評，從而放棄足球，過著漫無目的的生活，自甘墮落成為討債公司的人。後來被努力打好網球的小幸感動，激起了昔日對運動的熱情，也漸漸喜歡上她，甚至不惜對公司作假帳也要幫助小幸。故事的最後，與自黑道由利組處營救的菲律賓籍女子露比結婚，搬到菲律賓共組家庭。
- 鰐淵 京平（わにぶち　きょうへい）

小幸的债主，對小幸有著強烈的愛慕和占有慾，多次想要用金錢包養小幸，都被小幸當面拒絕，卻始終不放棄。在故事前期鰐淵集團有財有勢，呼風喚雨，但到了後來卻因一連串的投資併購失利，漸漸經營不善，最終導致鰐淵集團垮台，手下個個逃跑，剩下的人也被欠下巨額債務的黑道組織由利組追殺。故事的最後，小幸獲得了朋友給予的溫布頓網球賽兩億五千萬元賭金，並當面歸還給鰐淵，正好讓他免於被由利組滅口。
- 弁天橋 雛（べんてんばし ひな）

弁天橋財團的千金，與圭一郎在相親認識，並喜歡上他。身材豐滿，擅長茶道、花道、鋼琴、馬術、芭蕾等富家女子的愛好，也能說流利的英語和法與，是一名財色兼備的千金，不過與圭一郎一樣，從小在母親的嚴格管教下長大，對自己的想法顯得懦弱且缺乏主見。起先受到蝶子的影響，幫忙做了一些惡整小幸的事情，所幸最後自身的良知戰勝了邪念，而變得幫小幸加油。
- 露比

菲律賓籍女子，來到日本賺錢的菲律賓性工作者，因為想要多賺一點錢，多次私下接客，而被仲介由利組拘禁，幸得見義勇為的鳳圭一郎和櫻田純二等人營救。她在被拘禁之前曾見過小幸被綁架的弟妹，正好提供了他們綁架地點的線索。

## 电视剧集

### 主要演員
- 海野 幸 - 相武紗季
- 桜田 純二 - 宮迫博之
- 鳳 圭一郎 - 田口淳之介（KAT-TUN）
- 竜ヶ崎 蝶子 - 小林麻央
- 賀来 菊子 - 夏川純
- 海野 家康 - 荒川良良
- 桂木 - 沼田爆
- 山口 百太郎 - 森下能幸
- 竜ヶ崎 花江 - 渡辺えり子
- 鰐淵 京平 - 哀川翔
- 空き地の男 - 濱田雅功（特別出演）
- サンダー牛山 - 笑福亭鶴瓶（特別出演）
- 鳳 唄子 - 片平なぎさ
- 海野 洋平太 - 村田雄浩（友情出演））
- 海野 舵樹 - 岩沼佑亮
- 海野 沙代里 - 奈良瞳
- 海野 三悟 - 中野目崇真
- 辯天橋 雛 - 青木裕子（TBS電視廣播員）

### 工作人員
- 原作：浦澤直樹（小学館「ビッグスピリッツコミックス」刊）
- 脚本：土田英生
- 原案協力：星野博規、由田和人、宮下雅之（小学館「週刊ビッグコミックスピリッツ」編集部）
- 監修：長崎尚志（スタジオ·ビー）
- 製作人：伊與田英德、壁谷悌之
- 演出：川嶋龍太郎
- CG監督：曽利文彦
- 制作：TBS電視
- 製作著作：TBS

### 片尾曲
- 「Real Face#1」（作曲：松本孝弘、編曲：松本孝弘、德永曉人，Rap詞：JOKER，歌：KAT-TUN）

## 外部連結
- 電視劇「Happy！」官方網頁（页面存档备份，存于）（日語）
- 電視劇「Happy！2」官方網頁（页面存档备份，存于）（日語）